# Мининские юбилейные торжества в Нижнем Новгороде 8 мая 1916 года
«Мининские юбилейные торжества в Нижнем Новгороде 8 мая 1916 года» (архивная подпись — «Мининские юбилейные торжества в Н.-Новгороде 8 мая с. г.») — документальный чёрно-белый немой фильм, снятый в мае 1916 года в Нижнем Новгороде акционерным обществом «А. Ханжонков и К°». Фильм длительностью около 50 минут считался полностью утерянным на протяжении почти столетия, пока в начале XXI века не была обнаружена плохо сохранившаяся катушка с фильмом, с которой специалистам Российского государственного архива кинофотодокументов в 2016 году удалось восстановить фрагмент длительностью менее трёх с половиной минут.
Сохранившийся фрагмент содержит ценные видовые съёмки Нижнего Новгорода того периода, включая сооружения, позже снесённые в советское время (ныне не существующий Спасо-Преображенский кафедральный собор, здание Арсенала, вид на Стрелку и Александро-Невский собор, Зеленский съезд и Лыкову дамбу и прочие). Также на плёнке удалось идентифицировать ряд известных в Нижнем Новгороде исторических персонажей того времени — нижегородского губернатора А. Ф. Гирса, городского голову Д. В. Сироткина, нижегородского полицмейстера А. В. Богородского, нижегородского губернского предводителя дворянства М. С. фон Брина и архиепископа Нижегородского и Арзамасского Иоакима.

## История обнаружения фильма
Согласно версии, приводимой сотрудниками РГАКФ, плёнка с фильмом изначально отсутствовала в архиве и была якобы найдена неким гражданином из Москвы (пожелавшим остаться неизвестным), который и передал в архив коробку с киноплёнкой. Неизвестный сказал, что наткнулся на коробку с надписью «Мининские торжества» в лесу, недалеко от станции метро «Речной вокзал».